# Хвойненский сельсовет
Хво́йненский сельсове́т — сельское поселение в Зейском районе Амурской области.
Административный центр — посёлок Хвойный.

## История
Хвойненский сельский Совет народных депутатов был образован в 1974 году.
31 октября 2005 года в соответствии с Законом Амурской области № 73-ОЗ муниципальное образование наделено статусом сельского поселения.

## Население
| 2002 | 2010 | 2011 | 2012 | 2013 | 2014 | 2015 |
| ---- | ---- | ---- | ---- | ---- | ---- | ---- |
| 396  | ↘264 | ↘263 | ↘252 | ↘248 | ↗258 | ↘256 |
| 2016 | 2017 | 2018 | 2021 |      |      |      |
| ↘251 | ↘235 | ↘225 | ↘140 |      |      |      |

## Состав сельского поселения
| № | Населённый пункт | Тип населённого пункта          | Население |
| - | ---------------- | ------------------------------- | --------- |
| 1 | Хвойный          | посёлок, административный центр | ↘140      |